# Arrondissement de Mbédiène

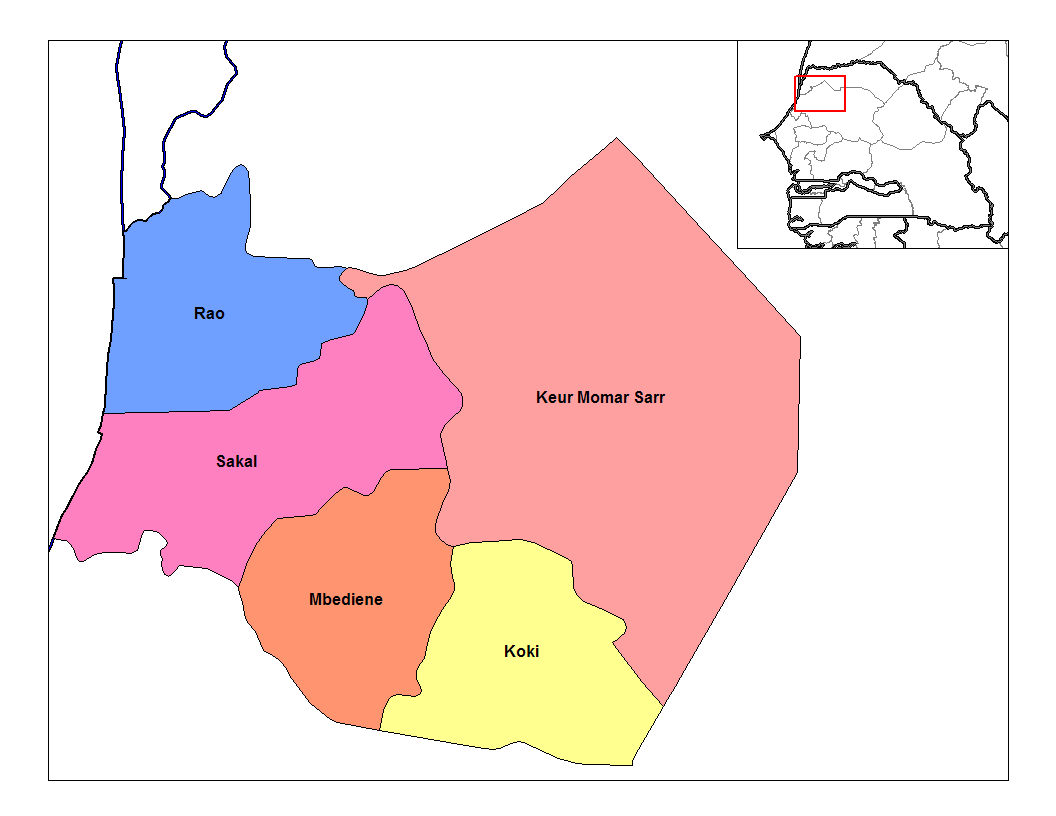
La carte des arrondissements du departement de Louga au Sénégal.

L'arrondissement de Mbédiène est l'un des arrondissements du Sénégal. Il est situé au sud du département de Louga, dans la région de Louga.
Il compte quatre communautés rurales :
- Communauté rurale de Mbédiène
- Communauté rurale de Niomré
- Communauté rurale de Nguidilé
- Communauté rurale de Kéle Gueye

Son chef-lieu est Mbédiène.